# Ахателі
Ахателі (груз. ახატელი) — село в Грузії.
За даними перепису населення 2014 року в селі проживає 271 особа.